# Minimig

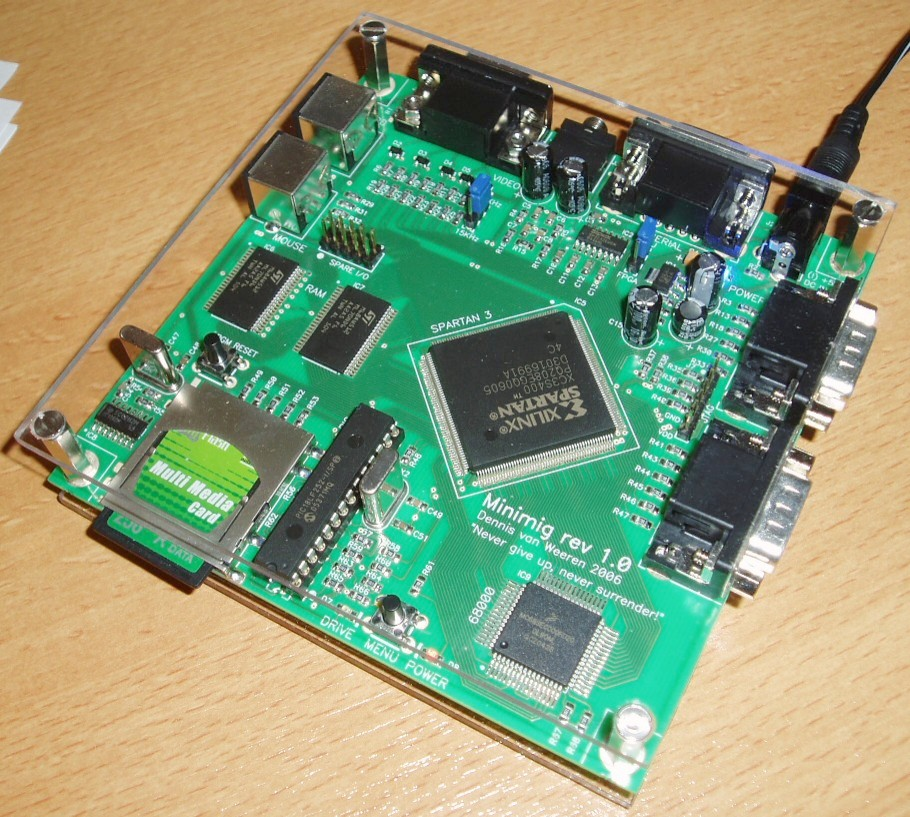
Minimig.

Minimig es un proyecto de hardware libre y software libre realizado por Dennis van Weeren que replica la arquitectura interna de un ordenador Amiga 500 utilizando para ello una FPGA.
El proyecto Minimig comenzó su desarrollo en torno a enero del año 2005 en secreto ya que se trataba de una prueba que el ingeniero electrónico Dennis van Weeren estaba llevando a cabo con la finalidad de ofrecer una respuesta a los debates existentes dentro de la comunidad Amiga sobre si era posible implementar los chipsets de los ordenadores Amiga usando una FPGA.
El código fuente y los esquemas fueron liberados bajo la versión 3 de la licencia pública general de GNU el 25 de julio de 2007
El 23 de diciembre de 2007 la empresa italiana ACube Systems Srl anunció que comercializaría la placa Minimig (versión 1.1).

## Prototipo original
El prototipo original está realizado con el kit de inicio Spartan-3 de la empresa Xilinx. 
Dos placas de circuitos impresos se juntan a través de kit de expansión de puertos del Spartan-3.
La primera placa tiene una unidad central de procesamiento Motorola 68000 a 3,3 V. 
La segunda placa tiene un slot para leer tarjetas de memoria con un pequeño Microcontrolador PIC que actúa como controlador de disco.
El sistema de archivos soportado es FAT16 y la decodificación de los archivos ADF (archivo de disco de Amiga) se realiza "al vuelo".
El "Amiga Custom Chipset" se sintetiza en la FPGA.
```
         VGA-+-PS2  (joystick, etc.)
             |
CPU MC68000 <-> FPGA <-> Microcontrolador PIC <-> Memoria flash
             |
            RAM
```

## Propósitos e intenciones
- Ejecutar software disponible para Amiga.
- Ejecutar videojuegos de Amiga.

## Hardware
- Microcontrolador PIC 18LF252-I/SP.